# 松本史朗
松本 史朗（まつもと しろう、1950年 - ）は、日本の仏教学者、博士。駒澤大学名誉教授。専門は仏教学、インド仏教史。時間的縁起、無我、言語(思考)の重視を仏教の基本原則とし、如来蔵思想や禅思想を無時間的、反言語的で、基体(datu)を重視した反仏教的な我論、神秘思想として厳しく批判した。その研究は批判仏教と呼ばれ、袴谷憲昭と共に仏教学研究に議論を巻き起こした。

## 来歴
東京都生れ。都立西高等学校卒。1969年早稲田大学第一文学部中退。1973年駒澤大学仏教学部仏教学科卒業。1981年東京大学大学院博士課程(印度哲学)単位取得満期退学。1982年駒澤大学仏教学部助手。1987年ウィーン大学にて在外研究。1995年「禅思想の批判的研究」で博士号（仏教学、駒澤大）取得。1995年駒澤大学仏教学部教授。2001年シカゴ大学客員教授。2020年3月、駒澤大学を定年退職。
著書に「仏教への道」「縁起と空」「禅思想の批判的研究」「チベット仏教哲学」「法華経思想論」「道元思想論」「仏教思想論 上下」など
祖父はバードランド・ラッセルの翻訳者・紹介者にして社会思想家の松本悟朗である。

## 基本思想
学生時代は梶山雄一に影響を受けた神秘主義、直感論者であり、「戯論寂滅の哲学」1971を執筆。その後も中観派の空思想を研究し、その空思想を殆ど無謬なものと信じて論文を書いてきた。
菩薩教
1981年、それまで殆ど何も感じなかった「法華経」から非常な感銘を受ける。
このころ、袴谷憲昭の「悟りとは、発見でなく言葉による創造だ」「縁起は時間そのものであって、そこから浮き上がった真如も、実在もあり得ない」と言った発言に影響を受ける。
1983年、感動的な『仏教の実践』(1993年、『仏教への道』と改題して再刊)において「菩薩教」とも言うべき宗教思想を展開。
この時代から、縁起、無我、言語的思考、宗教的時間を基本原則とし、実体的、無差別的、無時間的、言語の死滅を目指す神秘思想を批判する。
全てが空であるから、人間は人間として成立しない、危機的なものである。ただみずから成立しないものとして生きていかなければならない。これが空の意味するところである。このように生きる人間を「菩薩」という。
人間は実は仏なのであって、しかも仏になることを目指している。仏であるものが仏になることを求めるというのは矛盾である。しかしこの矛盾を生きるものが菩薩であり、これ以外に人間存在の意味はない。それゆえ人間に向かってあなたは仏であると言ってはならない。必ずあなたは菩薩であると言うべきである。
これは、神秘主義の否定である。神秘主義とは、真理は絶対にことばでは表現できないものとし、ことばの止滅した心の状態に進んで行き、神秘的直感においてのみ、悟りに至ることが人間の目的とする。大乗仏教はこれを否定し、人間を菩薩であると見、それ自身がひとつの目的であり価値であるとする。人間とはことば以外になく、ことばのない体験はありえない。アッシジのフランチェスコが阿弥陀仏を見ることもなく、一遍上人が十字架のキリストの姿を見ることもない。彼らはすべて、みずからのことば、みずからの宗教によって見、体験するのである。
人間はいわばさとりのための目的であり、菩薩の実践も、目的に達するための手段ではなく、それ自体が目的としても価値をもっている。
菩薩は仏から下降してきたものであり、また、仏への上昇を目指すものである。われわれはこの苦しみの娑婆世界に、過去世の行為(業)の結果として生じたのではなく、みずから願って一切衆生を済度するために生まれてきたのである。完全に自己犠牲的な一つ一つの行為に、成仏それ自体を見出そうとする生き方こそ、真の慈悲であり、菩薩道なのである。
"dhatu vada"(基体説)
同じ1983年には「勝鬘経の一乗思想について」で"dhatu vada"説を提示。
1. locus(基体)はsuper-locusを生み出す。
2. super-locusは相互に異なり多であるが、locusは同一(無差別)かつ単一である。
3. super-locusは非実在であるが、locusは実在である。

とし、共に「法界無差別」を主張する唯識説と如来蔵思想を包含するただ一つの基体説というものがあり、それが、「全ては空であり、従ってlocusも空である」と説く中観派のsunyatavada(空論)と対立していた、とする。この時点では基体説への評価を明らかにしておらずこの論文は高崎直道から褒められたという。
1986年、袴谷憲昭の影響もあり、「如来蔵思想は仏教にあらず」を発表。縁起説と対立するdhatu vadaである如来蔵思想を反仏教的な差別思想として批判する。
諸法と十二支縁起
同年、「縁起について」で「縁起こそ仏教である」と宣言。『律蔵』「大品」の世尊が十二支縁起を觀じた箇所の感興偈、「バラモンに、諸法(dhamma)が顕現するとき」の「諸法」を十二支縁起の縁起肢と理解する画期的解釈を提示。
　十二支縁起とは、いわば基体なき超基体の、個物なき属性の因果系列であり、縁起の各支が可滅であるというのはそれらが基体としての個物という確固たる存在論的根拠を欠いているからである。玉城康四郎による「理法は不可説、直接経験のみ」説に対して、仏教とは、仏の教えである。仏の言葉である。唯一の実在(理)とか不可説の体験があってそれを言葉で表現できるかという問題ではない。言葉とは仏語であり、それは仏から我々にすでに与えられているものであり、我々が少しでも勝手に変更できるものではない。ただ信じる以外にないのだ。この点を理解しないと限りない傲慢、神秘主義に陥る。悟りとか体験とか禅定とかこれら一切は仏教と何の関係もない。十二支縁起は、我々に与えられた仏の言葉、仏語なのであって、その言葉なしに仏教はありえないとする。
　なお、論文後書きで如来蔵思想批判は5年前に法華経方便品を読んで衝撃を受けた時に開始されたという。
解脱と涅槃
1989年、「解脱と涅槃」で、「涅槃」(nibbana、nirvana)の語根は√va(吹き消す)ではなく、√vr(覆いを取り除く)であり、煩悩の消滅ではなく、離脱または除覆つまり「覆いが取り除かれること」を意味することを論証。
解脱及び涅槃の根本論理はアートマンの非アートマンからの離脱、脱却であり、端的には精神の肉体からの離脱であって、ジャイナ教を始めとする非仏教的な土着思想である解脱思想の唯一の理想は「死」であると明示。
縁起と空
1988年の論文「空について」において、ツォンカパの「諸法無自性」という縁起の真実を習得すれば、無明以下の縁起肢は消滅するという理解を、「無自性」「空」によって縁起説を解体していると批判。縁起説の要点は第一支たる「無明」が「縁起」それ自体に対する無知であることであり、「無明」を「縁起の真実(無自性なること)に対する無知と規定するなら、縁起説は「無自性」「空」の理論に還元されてしまうとする。「中論」それ自体についても、二十六章第十一偈においてチャンドラキールティの注釈のように"asyaiva"(他ならぬこれ)を「縁起」とすれば良いが、直前の"tattva"(実義=無自性、空)を指す可能性は強く、その時、縁起は空に取って代わられ、「中論」は縁起を空であると説くものとなり、空なる縁起を説くものではなくなる。その時は空思想と中観思想から訣別すべきときであるとする。なお、「縁起と空」の「まえがき」では如来蔵思想と同様に空思想を批判している訳ではなく、諸法の無(非実在性)を説く空思想の如来蔵思想(実在論)に対する正当性は消滅しないとする。
1989年、以上の諸論文を含む「縁起と空」を大蔵出版から刊行。著者の希望により袴谷憲昭の「本覚思想批判」とほぼ同時期に刊行された。
菩薩教の信仰喪失
1983年　苅谷定彦の『法華経　一仏乗の思想』から大きな影響を受けるが、文献学的には疑問を持つ。
1990年、「法華経と日本文化に関する私見」を発表、菩薩思想に批判的な視点を提示。すなわち菩薩思想は「声聞のうち、あらかじめ菩薩と授記された(菩薩の種性を持った)声聞のみが成仏する」という差別的な「菩薩種姓(gotra)」論に行き着いたとする。
なお、1986年の勝呂信静による「長行が偈よりも先に成立した」という説に触発され、「方便品」の散文部分には「菩薩」「大乗」「小乗」の語が存在せず、「大乗」は韻文にも出てこないことを発見。
1990年の論文執筆後に「菩薩」の出てこない「方便品」の散文が法華経の最古層と確信する。
2010年の『法華経思想論』は菩薩教信仰喪失者による、「方便品」散文の「仏乗(一切皆成)」説が「譬喩品」以降は「大乗(菩薩種姓論)」説に浸透されたとする、悲しくも長大な法華経解釈である。
禅思想批判と神会
1993『仏教への道』(「禅」の章を自身で新たに書き下ろし)
1994年『禅思想の批判的研究』
禅とは如来蔵思想と同様の基体説であり、思考の停止により成仏に至ると説く反仏教的な神秘思想であると批判。その中で特に南宗禅の確立者神会(684〜758)を禅宗史上最も鋭利で最高に頭脳明晰な思想家として特筆。「方便」や「修行」を一切否定し、「念」(妄想)から離れるため、「念々相続」という時間の世界を断ち切って、一挙に一瞬に(一念に)無念という無時間の実在に到達しなければならない。それにはただこの「無念」(仏性)を見れば良い。これが神会のいう「見性」であり「頓悟」なのである。この神会の頓悟説は禅宗史のターニングポイントとなり、「南宗」系統のみが栄えることになる。　
実はこれは『大乗起信論』の立場でもあるが、起信論の真意を理解できたのは神会ただ一人であったという。
批判
```
末木文美士氏は「アジアの中の日本仏教」1995の中で、こうした松本の立場を「あまりにリゴリスティックなピューリタン的態度」とし、例えば「間違った侵略戦争をしたのは支配者であって、人民はいつも正しかった」という左翼の公式主義の言葉と同じような危険を覚える、、、、人民=善、支配者=悪という公式が簡単に成り立たないように、「正しい仏教」はいつも正しく、いかがわしいことをしてきたのは「偽の仏教」「非仏教」だと割り切ってしまって良いのだろうか。」と疑念を表している。
```

　近年、『死者と菩薩の倫理学』(2018)の中で、菩薩思想について、「一切衆生は菩薩である」という定式化は極めて適切であるが、苅谷氏のようにそれを証明されない公理とするのではなく、菩薩とは他者と関わる者であり、縁起説からも他者と関わらず、他者に配慮しない衆生はあり得ないことから、衆生は菩薩であることを運命付けられているとする。また、死者と関わり、自らの死後もなお他者との関わり続けるところに菩薩の倫理性があるとして、かつての松本菩薩思想に近い立場を表明している。

## 受賞
- 2013年12月 曹洞宗特別奨励賞

## 著書
- 「国立国会図書館」を参照

### 論文
- CiNii>松本史朗
- INBUDS>松本史朗

## トリビア
年譜によれば1968年4月からの1年間、早稲田大学第一文学部で一歳年上の村上春樹と同級生だった。また、大瀧詠一は1968年に第二文学部に入学している。